# Cottus nasalis
Cottus nasalis är en fiskart som beskrevs av Berg, 1933. Cottus nasalis ingår i släktet Cottus och familjen simpor. Inga underarter finns listade i Catalogue of Life.